# Adesmia pumahuasiana
Adesmia pumahuasiana es una especie de planta floral del género Adesmia, categorizada en la tribu Dalbergieae, de la familia Fabaceae.

## Distribución
Especie nativa de Bolivia y Argentina. Crece en el bioma subártico.

## Taxonomía
Fue descrita por Ulibarri y publicada en Darwiniana 27: 380 (1986).